# Jim Howden
James Guthrie "Jim" Howden (ur. 4 września 1934 w Queenscliff, zm. 10 października 1993) – australijski wioślarz, brązowy medalista olimpijski.
Wystąpił na igrzyskach olimpijskich w Melbourne w 1956, gdzie Australijczycy w składzie: Michael Aikman, David Boykett, Fred Benfield, Jim Howden, Garth Manton, Walter Howell, Adrian Monger, Brian Doyle i Harold Hewitt (sternik) zdobyli brązowy medal w ósemkach. W wyścigu finałowym o 4 sekundy przegrali z osadą USA i o 2,1 sekundy z osadą Kanady. Był to jego jedyny start olimpijski.
Na mistrzostwach świata w Lucernie w 1962 zajął piąte miejsce w czwórkach ze sternikiem.
Kształcił się na Geelong College i Uniwersytecie w Melbourne, gdzie ukończył studia prawnicze. Po zakończeniu kariery był sędzią w stanie Wiktoria, trenerem wioślarstwa oraz selekcjonerem.
Zmarł na czerniaka w wieku 59 lat.